# Идель (женский футбольный клуб)
«Идель» — ранее существовавший профессиональный женский футбольный клуб из Уфы, Россия, существовавший с 1992 по 1998 год. Участник высшей лиги с 1995 по 1998 год. Лучший результат был достигнут в Чемпионате России 1998 года — 6-е место из 9-ти.

## «Олимп» (Ишимбай)
Начало развитию женского футбола в республике Башкортостан было положено спустя три года после первого матча женских команд в СССР, прошедшего в Тбилиси в 1984 году. В сентябре 1987 года Владимир Васильев открыл секцию футбола в женском СПТУ-65 города Ишимбая.
Успех начатого дела способствовал созданию в 1990 году женской футбольной команды «Олимп» (Ишимбай), костяк которой составили девушки из профтехучилищ.
Команда «Олимп» (Ишимбай) уже в марте 1990 года приняла участие в зональном турнире на приз еженедельника «Собеседник» (Могилёв, Беларусь).
В 1990—1991 годах «Олимп» дважды выступил в чемпионатах СССР (вторая лига).

без учёта мячей забитых в сериях послематчевых пенальти
с учётом технических результатов

| Сезон             | Чемпионат СССР    | Чемпионат СССР          | Чемпионат СССР    | Чемпионат СССР | Чемпионат СССР | Чемпионат СССР | Чемпионат СССР | Чемпионат СССР | Чемпионат СССР | Чемпионат СССР | Чемпионат СССР | Кубок         | Источники   |
| Сезон             | Лига              | Этап                    | Место             | И              | В              | Н              | П              | МЗ             | МП             | РМ             | О              | Кубок         | Источники   |
| ----------------- | ----------------- | ----------------------- | ----------------- | -------------- | -------------- | -------------- | -------------- | -------------- | -------------- | -------------- | -------------- | ------------- | ----------- |
| 1990              | Вторая лига       | Первая зона             | 4 из 4            | 12             | 0              | 1              | 11             | 3              | 33             | -30            | 1              | не проводился | [ 1 ] [ 2 ] |
| 1990              | Вторая лига       | Турнир за 14 место      | 15 из 18          | 3              | 2              | 0              | 1              | 2              | 2              | 0              | 4              | не проводился | [ 1 ] [ 2 ] |
| 1990              | Вторая лига       | Вторая лига 1990 (Итог) | 15 из 18          | 15             | 2              | 1              | 12             | 5              | 35             | -30            | 5              | не проводился | [ 1 ] [ 2 ] |
| 1991              | Вторая лига       | Первая зона             | 6 из 6            | 10             | 1              | 0              | 9              | 7              | 37             | -30            | 2              | не участвовал | [ 1 ] [ 3 ] |
| Итого за 2 сезона | Итого за 2 сезона | Итого за 2 сезона       | Итого за 2 сезона | 25             | 3              | 1              | 21             | 12             | 72             | -60            |                |               |             |

1. 1 2  в сезонах 1989—1994 очки начислялись таким образом: 2 очка за победу, 1 за ничью и 0 за поражение

В конце 1991 года «Олимп» был расформирован.

## ПЖФК «Идель»
Тренер команды «Олимп» Владимир Васильев и большинство футболисток после расформирования переехали в Уфу, где через 4 месяца, в апреле 1992 года, под покровительством Т. З. Ахтямова и предпринимателя З. М. Гарифуллина организовали ПЖФК «Идель». Команда вновь заявилась во вторую лигу, на этот раз в чемпионат России. Первый гол «Идели» во Второй лиге забила Альбина Рашитова 17 мая 1992 года в матче «Идель» — «Ритм» (Вязники) — 1:0. Спустя три года, 2 мая 1995 года, она же забила первый гол «Идели» в Высшей лиге в матче «МИСИ-Бина» (Москва) — «Идель» — 1:1. Во Второй лиге 1992 «Идель» заняла 5-е место на зональном этапе, во Второй лиге 1993 — первое место в финальном этапе, проходившем в Уфе и вышла в Первую лигу.
В Первой лиге 1994 клуб занимает 2-е место и переходит в Высшую лигу.
В Высшей лиге/Высшем дивизионе в сезонах 1995-1998 клуб сначала занимает 9-е место, затем два года подряд 8-е место и, в последнем для себя сезоне, добивается своего лучшего результата в Чемпионате России — 6-го места.
Самую крупную победу «Идель» одержала над краснодарской «Кубаночкой» — 9:0 (1993).
Самое крупное поражение — 0:10 (ЦСК ВВС Самара, 1995).
Лучшие бомбардиры команды Елена Широглазова (Душинина) и Светлана Зуева — по 32 мяча из 172. Больше всех игр за «Идель» провела Альбина Рашитова — 114.
Ведущие игроки «Идели»: Елена Широглазова (Душинина), Светлана Зуева, Альбина Рашитова, Наталья Савина, Наталья Чернова, Елена Ракова, Марина Горлова, Ольга Белякова, Людмила Кривоногова, Надежда Кугубаева, Ирина Рапанович, Ольга Кремлева, Татьяна Смирнова.
В 1992—93, 1995—97, 1998 команду тренировал В. С. Васильев, в 1994—95 играющий тренер — Е. Ракова, 1998 — А. П. Пискавец. С 1993 начальник команды — Н. Д. Пасконов.
В 1998 году в связи с разразившимся в стране финансовым кризисом команда «Идель» была расформирована. Некоторые футболистки прекратили футбольную карьеру, другие перешли в другие клубы или решили попробовать себя на тренерском поприще. Наталья Чернова в 2001 году в составе тогдашнего флагмана российского женского футбола самарского ЦСК ВВС стала чемпионкой России. Лучший бомбардир «Идели» 1997 и 1998 Ольга Кремлева играла также за ЦСК ВВС, подмосковную «Россиянку» и за сборную России (см. Чемпионат Европы по футболу среди женщин 2009 (отборочные игры)). София Ахметгареева перешла в тяжелую атлетику и стала чемпионкой мира по армрестлингу, мастер спорта международного класса .

без учёта мячей забитых в сериях послематчевых пенальти
с учётом технических результатов

| Сезон                                        | Чемпионат России                             | Чемпионат России                             | Чемпионат России                             | Чемпионат России | Чемпионат России | Чемпионат России | Чемпионат России | Чемпионат России | Чемпионат России | Чемпионат России | Чемпионат России | Кубок         | Источники   |
| Сезон                                        | Лига/Дивизион                                | Этап                                         | Место                                        | И                | В                | Н                | П                | МЗ               | МП               | РМ               | О                | Кубок         | Источники   |
| -------------------------------------------- | -------------------------------------------- | -------------------------------------------- | -------------------------------------------- | ---------------- | ---------------- | ---------------- | ---------------- | ---------------- | ---------------- | ---------------- | ---------------- | ------------- | ----------- |
| 1992                                         | Вторая лига                                  | Западная зона                                | 5 из 10                                      | 18               | 7                | 4                | 7                | 21               | 21               | 0                | 18               | не участвовал | [ 1 ] [ 7 ] |
| 1993                                         | Вторая лига                                  | Предварительный этап, Центральная зона       | 1 из 4                                       | 12               | 11               | 1                | 0                | 38               | 4                | +34              | 23               | не участвовал | [ 1 ] [ 8 ] |
| 1993                                         | Вторая лига                                  | Финал                                        | 1 из 3                                       | 2                | 2                | 0                | 0                | 6                | 0                | +6               | 4                | не участвовал | [ 1 ] [ 8 ] |
| 1993                                         | Вторая лига                                  | Вторая лига 1993 (Итог)                      | 1 из 3                                       | 14               | 13               | 1                | 0                | 44               | 4                | +40              | 27               | не участвовал | [ 1 ] [ 8 ] |
| 1994                                         | Первая лига                                  | Основной турнир                              | 1 из 7                                       | 12               | 7                | 1                | 4                | 19               | 13               | +6               | 15               | 3ОТ           | [ 1 ] [ 9 ] |
| 1994                                         | Первая лига                                  | Переходный турнир                            | 2 из 4                                       | 3                | 2                | 0                | 1                | 5                | 2                | +3               | 4                | 3ОТ           | [ 1 ] [ 9 ] |
| 1994                                         | Первая лига                                  | Первая лига 1994 (Итог)                      | 2 из 4                                       | 15               | 9                | 1                | 5                | 24               | 15               | +9               | —                | 3ОТ           | [ 1 ] [ 9 ] |
| 1995                                         | Высшая лига                                  | —                                            | 9 из 12                                      | 22               | 5                | 3                | 14               | 21               | 66               | -45              | 18               | снялся        | [ 10 ]      |
| 1996                                         | Высшая лига                                  | —                                            | 8 из 12                                      | 22               | 7                | 4                | 11               | 20               | 34               | -14              | 25               | ⅛ финала      | [ 11 ]      |
| 1997                                         | Высшая лига                                  | —                                            | 8 из 10                                      | 18               | 4                | 2                | 12               | 19               | 45               | -26              | 14               | снялся        | [ 12 ]      |
| 1998                                         | Высший дивизион                              | —                                            | 6 из 9                                       | 16               | 5                | 0                | 11               | 23               | 38               | -15              | 15               | ⅛ финала      | [ 13 ]      |
| Итого Вторая лига (2 сезона)                 | Итого Вторая лига (2 сезона)                 | Итого Вторая лига (2 сезона)                 | Итого Вторая лига (2 сезона)                 | 32               | 20               | 5                | 7                | 65               | 25               | +40              |                  |               |             |
| Итого Первая лига (1 сезон)                  | Итого Первая лига (1 сезон)                  | Итого Первая лига (1 сезон)                  | Итого Первая лига (1 сезон)                  | 15               | 9                | 1                | 5                | 24               | 15               | +9               |                  |               |             |
| Итого Высшая лига/Высший дивизион (4 сезона) | Итого Высшая лига/Высший дивизион (4 сезона) | Итого Высшая лига/Высший дивизион (4 сезона) | Итого Высшая лига/Высший дивизион (4 сезона) | 78               | 21               | 9                | 48               | 83               | 183              | -100             |                  |               |             |
| Всего                                        | Всего                                        | Всего                                        | Всего                                        | 125              | 50               | 15               | 60               | 172              | 223              | -51              |                  |               |             |

1. 1 2 3  в сезонах 1989—1994 очки начислялись таким образом: 2 очка за победу, 1 за ничью и 0 за поражение
2. ↑  после сезона 1998 «Идель» в связи с финансовыми трудностями прекратила существование в межсезонье

Кубок России

без учёта мячей забитых в сериях послематчевых пенальти
без учёта технических результатов

| Сезон              | Кубок России | Кубок России | Кубок России | Кубок России | Кубок России | Кубок России | Кубок России | Кубок России |
| Сезон              | И            | В            | Н            | П            | МЗ           | МП           | РМ           | Итог         |
| ------------------ | ------------ | ------------ | ------------ | ------------ | ------------ | ------------ | ------------ | ------------ |
| 1994               | 3            | 2            | 1            | 0            | 4            | 0            | +4           | 3ОТ          |
| 1995               | —            | —            | —            | —            | —            | —            | —            | ОТ           |
| 1996               | 2            | 0            | 1            | 1            | 1            | 3            | -2           | ⅛ финала     |
| 1997               | —            | —            | —            | —            | —            | —            | —            | ОТ           |
| 1998               | 1            | 0            | 0            | 1            | 1            | 2            | -1           | ⅛ финала     |
| Итого за 5 сезонов | 6            | 2            | 2            | 2            | 6            | 5            | +1           |              |

1. 1 2  снялся

## СДЮШОР-10/«Агидель»
Несколько человек из расформированного ПЖФК «Идель» перешли на работу в СДЮШОР-10 при средней школе N49 (Уфа), где в сентябре 1999 года открылось отделение женского футбола.
Одной из таких знаковых фигур стала экс-капитан команды Альбина Рашитова, ставшая главным тренером команды СДЮШОР-10, как игрок стоявшая у истоков «Идели» ещё в Ишимбае.
К 2000 году сформировалась команда девочек 1987 года рождения, которая в 2001 году стала участвовать в российских соревнованиях среди школьных команд. Так, в том же 2001 году, в финале чемпионата России было занято 6-е место, в 2002 г. — в отборочном турнире Кубка России — 5-е место, в 2003 г. — команда 1988 г.р. заняла первое место в финале первенства России среди школьных команд.
С сезона 2002—03 годов команда СДЮШОР-10 участвовала в первенстве России по мини-футболу, повторив путь клуба «Идель». Начав со 2-го дивизиона (зона «Урал»), команда заняла 3-е место, через год — второе, в сезоне 2004—05 уже играла в первом дивизионе. В 2005—06 годах заняла первое место в регионе «Урал и Западная Сибирь» 1-й дивизиона, сыграв все 13 матчей турнира без поражений. Но отсутствие финансовой помощи не позволило команде подняться выше.
В 2007—2008 гг. женская команда «СДЮШОР-10» выступала в первенствах России — 1-е место из 6-ти в зоне «Урал — Западная Сибирь» Второго дивизиона 2007 и 4-е место из 8-ми в финале, и 5-е место из 6-ти в зоне «Урал» Первого дивизиона 2008.
С 2010 г. команда переименована в «Агидель» и была открыта новая страница в истории клуба.
2010 г. — 3-е место из пяти в зоне «Центр-Урал» Первого дивизиона 2010,
2011 г. — 3-е место из 6-ти в зоне «Центр-Урал» первого дивизиона и 8-е место из 12-ти в финале Первого дивизиона 2011 (г. Омск),
2012 г. — 1-е место из пяти в зоне «Центр-Урал» первого дивизиона и 5-е место из 12-ти в финале Первого дивизиона 2012 (г. Сочи).

без учёта мячей забитых в сериях послематчевых пенальти
с учётом технических результатов

| Сезон                             | Клуб                                           | Чемпионат России                               | Чемпионат России                               | Чемпионат России                               | Чемпионат России                               | Чемпионат России                               | Чемпионат России                               | Чемпионат России                               | Чемпионат России                               | Чемпионат России                               | Чемпионат России                               | Чемпионат России                               | Чемпионат России                               | Кубок                                          | Источники                                      |
| Сезон                             | Клуб                                           | Дивизион                                       | Этап                                           | Этап                                           | Место                                          | И                                              | В                                              | Н                                              | П                                              | МЗ                                             | МП                                             | РМ                                             | О                                              | Кубок                                          | Источники                                      |
| --------------------------------- | ---------------------------------------------- | ---------------------------------------------- | ---------------------------------------------- | ---------------------------------------------- | ---------------------------------------------- | ---------------------------------------------- | ---------------------------------------------- | ---------------------------------------------- | ---------------------------------------------- | ---------------------------------------------- | ---------------------------------------------- | ---------------------------------------------- | ---------------------------------------------- | ---------------------------------------------- | ---------------------------------------------- |
| 2007                              | СДЮШОР-10                                      | Второй дивизион                                | Отборочный тур, дивизион Урал                  | Отборочный тур, дивизион Урал                  | 1 из 6                                         | ?                                              | ?                                              | ?                                              | ?                                              | ?                                              | ?                                              | ?                                              | ?                                              | не участвовал                                  | [ 14 ]                                         |
| 2007                              | СДЮШОР-10                                      | Второй дивизион                                | Финальный этап                                 | Группа Б                                       | 2 из 4                                         | 3                                              | 2                                              | 0                                              | 1                                              | 7                                              | 9                                              | -2                                             | 6                                              | не участвовал                                  | [ 14 ]                                         |
| 2007                              | СДЮШОР-10                                      | Второй дивизион                                | Финальный этап                                 | Стыковые матчи за 1-4 места                    | 4 из 8                                         | 2                                              | 0                                              | 0                                              | 2                                              | 3                                              | 7                                              | -4                                             | —                                              | не участвовал                                  | [ 14 ]                                         |
| 2007                              | СДЮШОР-10                                      | Второй дивизион                                | Второй дивизион 2007 (Итог)                    | Второй дивизион 2007 (Итог)                    | 4 из 8                                         | ?                                              | ?                                              | ?                                              | ?                                              | ?                                              | ?                                              | ?                                              | —                                              | не участвовал                                  | [ 14 ]                                         |
| 2008                              | СДЮШОР-10                                      | Первый дивизион                                | Предварительный этап, зона Урал                | Предварительный этап, зона Урал                | 5 из 6                                         | 19                                             | 3                                              | 1                                              | 15                                             | 17                                             | 52                                             | -35                                            | 10                                             | снялся                                         | [ 15 ]                                         |
| В сезоне 2009 участие не принимал |                                                |                                                |                                                |                                                |                                                |                                                |                                                |                                                |                                                |                                                |                                                |                                                |                                                |                                                |                                                |
| 2010                              | Агидель                                        | Первый дивизион                                | Предварительный этап, зона Центр-Урал          | Предварительный этап, зона Центр-Урал          | 3 из 6                                         | 16                                             | 4                                              | 3                                              | 9                                              | 21                                             | 34                                             | -13                                            | 15                                             | не участвовал                                  | [ 16 ]                                         |
| 2011                              | Агидель                                        | Первый дивизион                                | Предварительный этап, зона Центр-Урал          | Предварительный этап, зона Центр-Урал          | 3 из 6                                         | 20                                             | 13                                             | 2                                              | 5                                              | 52                                             | 19                                             | +33                                            | 41                                             | не участвовал                                  | [ 17 ]                                         |
| 2011                              | Агидель                                        | Первый дивизион                                | Финальный этап                                 | группа Б                                       | 4 из 6                                         | 5                                              | 1                                              | 3                                              | 1                                              | 7                                              | 7                                              | 0                                              | 6                                              | не участвовал                                  | [ 17 ]                                         |
| 2011                              | Агидель                                        | Первый дивизион                                | Финальный этап                                 | Плей-офф за 7-8 места                          | 8 из 12                                        | 1                                              | 0                                              | 0                                              | 1                                              | 0                                              | 1                                              | -1                                             | —                                              | не участвовал                                  | [ 17 ]                                         |
| 2011                              | Агидель                                        | Первый дивизион                                | Первый дивизион 2011 (Итог)                    | Первый дивизион 2011 (Итог)                    | 8 из 12                                        | 26                                             | 14                                             | 5                                              | 7                                              | 59                                             | 27                                             | +32                                            | —                                              | не участвовал                                  | [ 17 ]                                         |
| 2012                              | Агидель                                        | Первый дивизион                                | Предварительный этап, зона Центр-Урал          | Предварительный этап, зона Центр-Урал          | 1 из 5                                         | 16                                             | 11                                             | 2                                              | 3                                              | 40                                             | 11                                             | +29                                            | 35                                             | не проводился                                  | [ 18 ]                                         |
| 2012                              | Агидель                                        | Первый дивизион                                | Финальный этап                                 | группа А                                       | 3 из 6                                         | 5                                              | 1                                              | 3                                              | 1                                              | 11                                             | 5                                              | +6                                             | 6                                              | не проводился                                  | [ 18 ]                                         |
| 2012                              | Агидель                                        | Первый дивизион                                | Финальный этап                                 | Плей-офф за 5-6 места                          | 5 из 12                                        | 1                                              | 1                                              | 0                                              | 0                                              | 2                                              | 0                                              | +2                                             | —                                              | не проводился                                  | [ 18 ]                                         |
| 2012                              | Агидель                                        | Первый дивизион                                | Первый дивизион 2012 (Итог)                    | Первый дивизион 2012 (Итог)                    | 5 из 12                                        | 22                                             | 13                                             | 5                                              | 4                                              | 53                                             | 16                                             | +37                                            | —                                              | не проводился                                  | [ 18 ]                                         |
| 2013—                             | Основная статья: Уфа (женский футбольный клуб) | Основная статья: Уфа (женский футбольный клуб) | Основная статья: Уфа (женский футбольный клуб) | Основная статья: Уфа (женский футбольный клуб) | Основная статья: Уфа (женский футбольный клуб) | Основная статья: Уфа (женский футбольный клуб) | Основная статья: Уфа (женский футбольный клуб) | Основная статья: Уфа (женский футбольный клуб) | Основная статья: Уфа (женский футбольный клуб) | Основная статья: Уфа (женский футбольный клуб) | Основная статья: Уфа (женский футбольный клуб) | Основная статья: Уфа (женский футбольный клуб) | Основная статья: Уфа (женский футбольный клуб) | Основная статья: Уфа (женский футбольный клуб) | Основная статья: Уфа (женский футбольный клуб) |

Перед началом сезона 2013 г. команду под своё крыло взял футбольный клуб «Уфа» и женская команда сменила название на ЖФК «Уфа».